# Brytyjscy posłowie do Parlamentu Europejskiego 2014–2019
Brytyjscy posłowie VIII kadencji do Parlamentu Europejskiego zostali wybrani w wyborach przeprowadzonych 22 maja 2014.

## Lista posłów
Wybrani z listy Partii Niepodległości Zjednoczonego Królestwa
- Stuart Agnew
- Tim Aker
- Jonathan Arnott
- Janice Atkinson
- Amjad Bashir
- Gerard Batten
- Louise Bours
- Jonathan Bullock, poseł do PE od 1 sierpnia 2017
- James Carver
- David Coburn
- Jane Collins
- William Legge, 10. hrabia Dartmouth
- Bill Etheridge
- Nigel Farage
- Ray Finch
- Nathan Gill
- Mike Hookem
- Diane James
- Paul Nuttall
- Patrick O’Flynn
- Margot Parker
- Julia Reid
- Jill Seymour
- Steven Woolfe

Wybrani z listy Partii Pracy
- Lucy Anderson
- Paul Brannen
- Richard Corbett
- Seb Dance
- Neena Gill
- Theresa Griffin
- Mary Honeyball
- John Howarth, poseł do PE od 30 czerwca 2017
- Wajid Khan, poseł do PE od 29 czerwca 2017
- Judith Kirton-Darling
- David Martin
- Alex Mayer, poseł do PE od 15 listopada 2016
- Clare Moody
- Claude Moraes
- Rory Palmer, poseł do PE od 3 października 2017
- Siôn Simon
- Derek Vaughan
- Julie Ward
- dwa wakaty[1]

Wybrani z listy Partii Konserwatywnej
- Richard Ashworth
- David Campbell Bannerman
- Daniel Dalton, poseł do PE od 8 stycznia 2015
- Nirj Deva
- John Flack, poseł do PE od 29 czerwca 2017
- Jacqueline Foster
- Ashley Fox
- Julie Girling
- Daniel Hannan
- Syed Kamall
- Sajjad Karim
- Rupert Matthews, poseł do PE od 29 czerwca 2017
- Emma McClarkin
- Anthea McIntyre
- Nosheena Mobarik, poseł do PE od 8 września 2017
- John Procter, poseł do PE od 17 listopada 2016
- Kay Swinburne
- Charles Tannock
- Geoffrey Van Orden

Wybrani z listy Zielonych
- Jean Lambert
- Molly Scott Cato
- Keith Taylor

Wybrani z listy Szkockiej Partii Narodowej
- Ian Hudghton
- Alyn Smith

Wybrana z listy Liberalnych Demokratów
- Catherine Bearder

Wybrana z listy Plaid Cymru
- Jill Evans

Wybrana z listy Sinn Féin
- Martina Anderson

Wybrana z listy Demokratycznej Partii Unionistycznej
- Diane Dodds

Wybrany z listy Ulsterskiej Partii Unionistycznej
- Jim Nicholson

Byli posłowie VIII kadencji do PE
- Philip Bradbourn (wybrany z listy Partii Konserwatywnej), do 19 grudnia 2014, zgon
- Timothy Kirkhope (wybrany z listy Partii Konserwatywnej), do 5 października 2016
- Richard Howitt (wybrany z listy Partii Pracy), do 1 listopada 2016
- Anneliese Dodds (wybrana z listy Partii Pracy), do 8 czerwca 2017
- Vicky Ford (wybrana z listy Partii Konserwatywnej), do 8 czerwca 2017
- Afzal Khan (wybrany z listy Partii Pracy), do 8 czerwca 2017
- Andrew Lewer (wybrany z listy Partii Konserwatywnej), do 8 czerwca 2017
- Ian Duncan (wybrany z listy Partii Konserwatywnej), do 22 czerwca 2017
- Roger Helmer (wybrany z listy Partii Niepodległości Zjednoczonego Królestwa), do 31 lipca 2017
- Glenis Willmott (wybrana z listy Partii Pracy), do 2 października 2017
- Catherine Stihler (wybrana z listy Partii Pracy), do 31 stycznia 2019
- Linda McAvan (wybrana z listy Partii Pracy), do 18 kwietnia 2019